# NGC 2706
NGC 2706 is een spiraalvormig sterrenstelsel in het sterrenbeeld Waterslang. Het hemelobject werd op 26 februari 1886 ontdekt door de Amerikaanse astronoom Lewis A. Swift.

## Synoniemen
- UGC 4680
- MCG 0-23-17
- ZWG 5.36
- IRAS08536-0222
- PGC 25102